# رویه (توپولوژی)

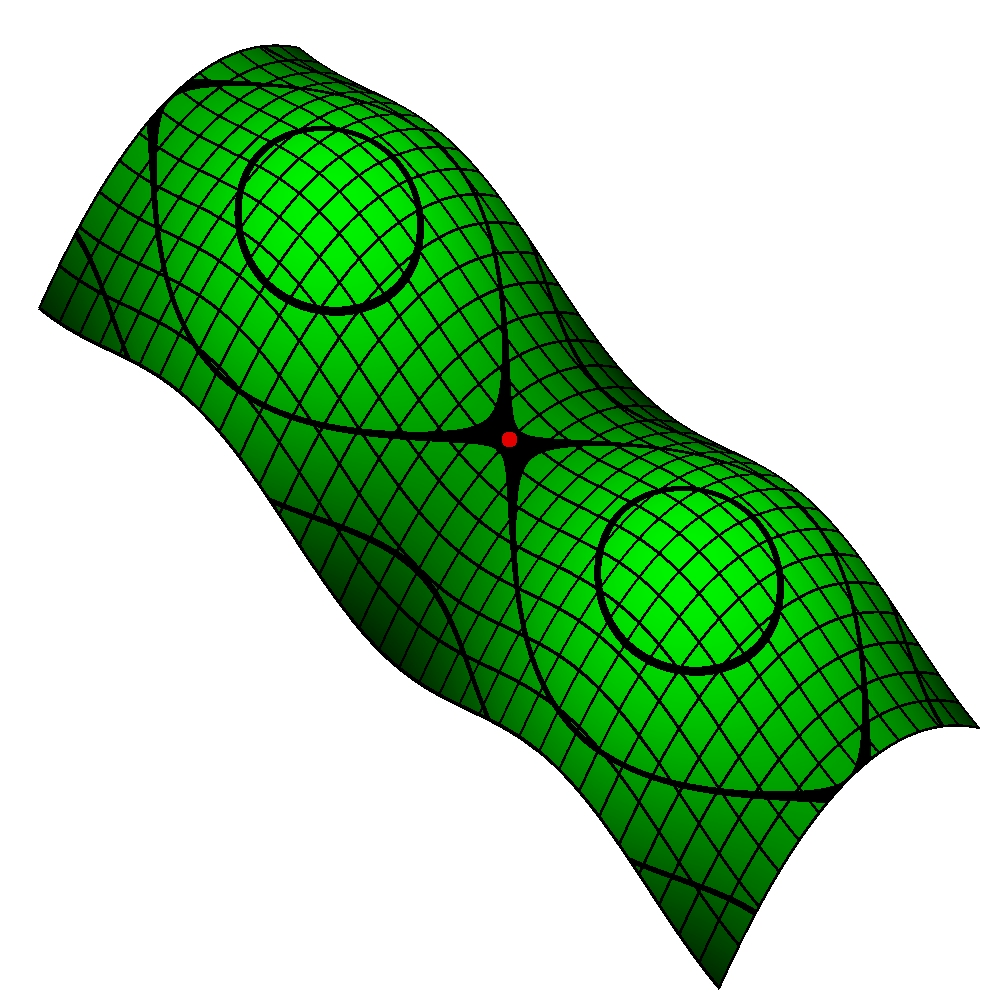
یک سطح باز که منحنی‌های x و y و z را نشان می‌دهد.

در ریاضیات و به‌ویژه توپولوژی، رویه (به انگلیسی: surface) یک منیفولد توپولوژیکی دوبعدی است. سطوح اجسام سه‌بعدی مانند یک توپ نمونه‌هایی ساده از این اشیای ریاضی در فضای اقلیدسی ۳بعدی هستند. سطح‌هایی نیز مانند بطری کلاین وجود دارند که نمی‌توان بدون ایجاد تکینگی یا قطع نمودن خود، آن‌ها را در فضای سه‌بعدی اقلیدسی تصویر کرد (انگاشت).

## نگارخانه
